# Bienvenido a casa

Bienvenido a casa es una película de 2006 de David Trueba, escritor, periodista, director de cine, guionista y actor español. No esta recomendada para menores de 7 años. Y ha sido producida por Fernando Trueba P.C., Ensueño Films y Antena 3.

## Sinopsis
Eva y Samuel son una joven pareja enamorada que acaban de instalarse a vivir juntos. Samuel encuentra trabajo como fotógrafo en una revista de información general. Allí conocerá a sus nuevos compañeros: una atractiva redactora de sucesos, un encallecido crítico de cine, un atípico informador económico, un curtido periodista deportivo y un frustrado cantautor que lleva la sección musical. Rodeado por todos ellos, Samuel tratará de superar las dificultades de su convivencia con Eva, de sostener su amor en la difícil tarea de ser pareja. Siempre vigilante y protectora, su madre velará porque su hijo no cometa los mismos errores que ella cree haber cometido en el pasado. El pasado, precisamente, vendrá en busca de Samuel en el reencuentro con Nieves, una amiga de la infancia. Pero todo comienza a desencadenarse el día en que Eva le confiesa a Samuel que esperan un hijo. Bienvenido a casa es un relato sobre la difícil travesía hacia la madurez, una historia de amor que aspira a retratar sólo algunas de las muchas contradicciones de la vida.

## Sobre el proyecto
David Trueba concibió Bienvenido a casa como una respuesta a Soldados de Salamina, ya que quería borrarse la etiqueta de autor dramático, apostando por la comedia y relatando algo que le era muy cercano: el recuerdo de su primera paternidad. Para ello creó un alter ego fotógrafo (Samuel) en el que se identificó y a través de la profesión de este logra resumir la conclusión del filme, tal como apunta Carlos Fernández Heredero: al principio del filme Samuel fotografía un trozo de cuello de Eva para al final del metraje incluirse él en el encuadre junto a ella y sus hijos. Entre ambas fotografías han pasado varias cosas: ha conocido una fauna humana compuesta de varios individuos y ha cometido una infidelidad. Unas palabras para cada uno. Félix (Juan Echanove) es un crítico de cine que se quedó ciego en un accidente automovilístico en el que pereció su novia, resignándose así una vida caracterizada por la soledad y por la envidia a quien no la disfruta (al final del metraje, Félix encuentra su propia oportunidad). Mariano (Javivi) es un crítico de música de vocación frustrada que ha fundado una familia que termina por ahogarle la existencia, aunque él lo sobrelleve con humor. Contra (Julián Villagrán) es un periodista de economía opuesto a la globalización, pero que a la hora de la verdad es tan pragmático y mundano como todo el mundo (llega a masturbarse con una fotografía de Eva). Junto a ellos Samuel comprende que tener un hijo no significa el final de la libertad, sino una experiencia cálida, no exenta de algunos sinsabores.

## Recepción de Bienvenido a casa
David Trueba decidió presentar la cinta en el Festival de Málaga, donde obtuvo el premio al mejor realizador. Para Alejo Sauras significó desprenderse de la imagen de adolescente que le acompañaba desde que empezó a rodar Los Serrano.  Concha Velasco regresaba al cine con un papel desinhibido de madre castrante y autoritaria, para el que tuvo que enseñar sus pechos, a pesar de los reparos morales que sufrió Trueba a última hora. Algunos críticos como el mencionado Carlos Fernández Heredero y otros como Mirito Torreiro vieron en la película una reflexión del director sobre el mundo agridulce en el que vive y en el que se debe aprender a alcanzar la madurez día tras día. Otros, en cambio, acusaron cierto conformismo, un retroceso artístico en relación con Soldados de Salamina debido en parte al carácter episódico de la trama. En ese sentido, el crítico Tomás Fernández Valentí acusó al filme de no querer mirar de frente a los personajes, caricaturizándolos, y convirtiéndolos en estereotipos.[cita requerida]

## Premios
- Biznaga de Plata al Mejor director en el Festival de Málaga (2006)[4][5]
- Nominada a mejor canción en los Premios Goya (2007)[6][7]

## Reparto
| Intérprete                | Personaje              |
| ------------------------- | ---------------------- |
| Alejo Sauras              | Samuel                 |
| Pilar López de Ayala      | Eva                    |
| Ariadna Gil               | Sandra                 |
| Juan Echanove             | Félix                  |
| Jorge Sanz                | Lucas                  |
| Javivi                    | Mariano                |
| Julián Villagrán          | Contra                 |
| Concha Velasco            | Madre Samuel           |
| Juana Acosta              | Nieves                 |
| Vicente Haro              | Don Vicente            |
| Carlos Larrañaga          | Andrés                 |
| Pedro Miguel Martínez     | Ginecólogo             |
| Gabriela Stoica           | Katrina                |
| Paloma Gómez              | Marisa                 |
| Félix Cubero              | Instructor Adopciones  |
| Pepa Pedroche             | Teresa                 |
| Eloi Yebra                | Rapero                 |
| Lu Martín                 | Paco el Camarero       |
| José Luis Redondo         | Portero Fútbol         |
| Eugenio Barona            | Director Multinacional |
| Bárbara de Lemus          | Enfermera ginecólogo   |
| Delly Delanois            | Gladys                 |
| Laura Pugès               | Chica Piercing         |
| Laly García               | Soprano                |
| Aurelie Domingues         | Ana                    |
| Rosana Moya               | Irina                  |
| Adrián Gordillo           | Chico Barca            |
| Vanesa López              | Chica Barca            |
| María Rodríguez           | Mujer Espiada          |
| Joserra Cadiñanos         | Hombre Espiado         |
| María Fernández           | Monjita Residencia     |
| Ismael Grasa              | Padre Preparto         |
| Javier Limón              | Hombre autobús         |
| Verónica Sánchez          | Eva - 12 años          |
| Javier Arambulo           | Traficante Niños       |
| Valentín Fortrivitu       | Traficante Niños       |
| Julián Alonso             | Traficante Niños       |
| Sara Abad                 | Comadrona              |
| Gisela Castellano         | Enfermera Parto        |
| Enrique Aguirre de Cárcer | Médico Maternidad      |
| Juan Carlos Fresno        | Cinéfilo Calle         |
| Tere Sánchez              | Vecina Escalera        |
| Julio César Araúz         | Hombre Asesinado       |
| Renata Sola Mejía         | Mujer Asesinada        |
| Magín Novillo             | Entrenador Karate      |
| Laura Herrero             | Músico Orquesta        |
| Cecilia de M. Campa       | Músico Orquesta        |
| Rafael Martínez           | Músico Orquesta        |
| Virgil Popa               | Músico Orquesta        |
| Islaine Nunes Morato      | Vecino fotos           |
| Javier de la Nava         | Vecino fotos           |
| Nada                      | Perro Lazarillo        |
| Izan de la Hoz            | Silvio                 |
| Javier Macarrón           | Pablo                  |
| Olivia Rodríguez Villeco  | Tristán ecografía      |
| Haritz Gómez de Galdo     | Tristán recién nacido  |
| Manuel Núñez              | Tristán recién nacido  |
| Hugo Nicolau              | Tristán - 1 año        |
| Celtis Bonifacio Gallego  | Niña Vendida           |
| Lua Onyka Rodríguez       | Niña - 1 año           |
| Luis Alegre               |                        |
| Neus Asensi               |                        |
| Javier Cercas             |                        |
| Bárbara de Lema           |                        |
| Santiago Segura           |                        |